# Substituição conservativa
Um substituição conservativa (também chamada mutação conservativa) é uma substituição de aminoácidos que muda um dado aminoácido para um aminoácido diferente com propriedades bioquímicas similares (e.g. carga, hidrofobicidade e tamanho).
Inversamente, uma substituição de radical, ou substituição radical, é um substituição de aminoácidos que troca um aminoácido inicial por um aminoácido final com diferentes propriedades físico-químicas.